# Ein Mädchen wie das Meer
Ein Mädchen wie das Meer (Originaltitel: La grande sauterelle) ist ein französisch-deutsch-italienisches Liebesdrama aus dem Jahre 1966 von Georges Lautner mit Mireille Darc und Hardy Krüger in den Hauptrollen.

## Handlung
Carl ist nach Beirut geflohen, um dem ihm nachstellenden Auftragskiller Marco zu entkommen. Hier, im Libanon, bereitet er mit seinem Kumpel Alfred einen ausgeklügelten Plan vor, um den Millionär Grubert, einen leidenschaftlichen Spieler, auszurauben. Beirut ist zu jener Zeit eine blühende, lebensfrohe Metropole mit einem großen Casino. Doch Carls Pläne werden in demjenigen Augenblick Makulatur, als er am Strand der schönen, blonden Salène begegnet, einem „Mädchen wie das Meer“, wie der deutsche Filmtitel glauben machen will.
Salène ist frei und ungebunden, ungehemmt und sprunghaft. Sie lügt und sie liebt, sie lacht und sie singt. Mal ist sie übersprudelnd und dann auch wieder sehr besinnlich und ruhig. Carl verliebt sich schlagartig in diese geheimnisvolle junge Frau, die in so gar keine Schublade zu passen scheint. Ab sofort interessiert ihn nur noch Salène, und der Gedanke an den großen Coup und das noch größere Geld sind wie weggeblasen. Die beiden treffen eine Entscheidung: Sie wollen alles hinter sich lassen und zu den Kykladen aufbrechen, um sich dort ganz der Freiheit und ihrer Liebe hinzugeben.

## Produktionsnotizen
Ein Mädchen wie das Meer wurde 1966 vor Ort im Libanon gedreht und am 11. Januar 1967 uraufgeführt. Die deutsche Erstaufführung fand am 20. Oktober 1967 statt.
Jean Mandaroux entwarf die Filmbauten, Paule Pastier übernahm die Produktionsleitung, Louis Hochet sorgte für den Ton.

## Kritik
Das Lexikon des Internationalen Films schrieb: „Im Milieu des Luxustourismus spielender Kriminal- und Liebesfilm.“

## Einzelnachweis
1. ↑  Ein Mädchen wie das Meer. In: Lexikon des internationalen Films. Filmdienst, abgerufen am 1. Januar 2018.